# Bârsana
Bârsana is een Roemeense gemeente in het district Maramureș.

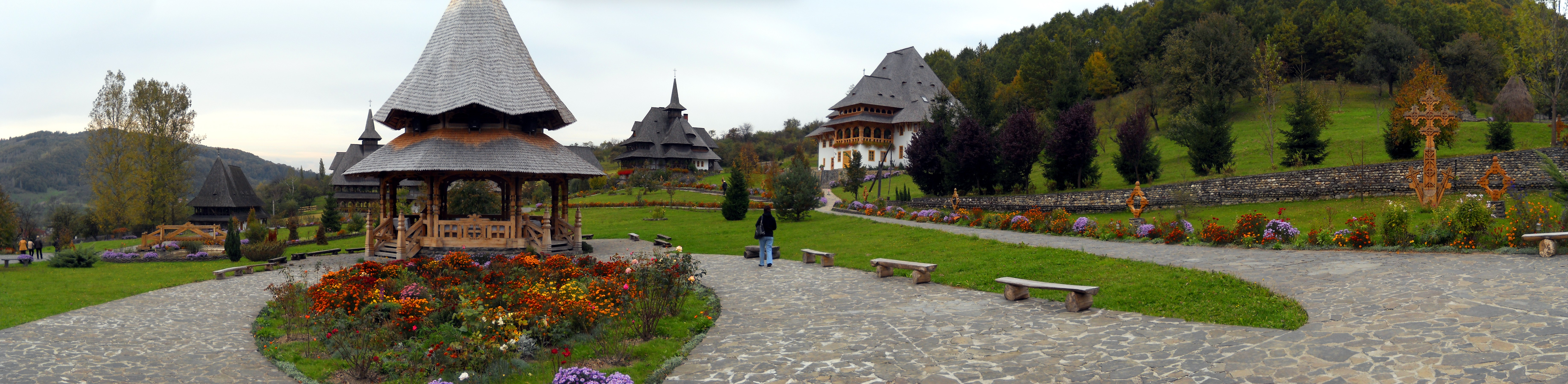
Bârsana

Bârsana telt 4864 inwoners.